# Upiór w operze (film 1998)
Upiór w operze (wł. Il Fantasma dell’opera) – włosko-węgierski film melodramatyczny z 1998 roku.
Film jest adaptacją powieści Gastona Lerouxa.

## Fabuła
Główny bohater, zwany Upiorem, jako niemowlę został porzucony przez rodziców i spuszczony w wiklinowym koszu nurtem rzeki. Obecnie mieszka w paryskich podziemiach pod gmachem opery. Upiór kocha się skrycie w utalentowanej śpiewaczce, Christine. Dziewczyna nie ma szans na występ na scenie. Upiór postanawia jej pomóc. Nie będzie to jednak pomoc bezinteresowna.

## Obsada
- Julian Sands – Eric (upiór)
- Asia Argento – Christine Daaé
- Andrea Di Stefano – Raoul, Viscount de Chagny
- Nadia Rinaldi – Carlotta Altieri
- Coralina Cataldi-Tassoni – Honorine
- István Bubik – Ignace, szczurołap
- Lucia Guzzardi –  madame Giry
- Aldo Massasso – Pourdieu
- Zoltan Barabas – Poligny
- Gianni Franco – Montluc
- David D'Ingeo – Alfred
- Kitty Kéri – Paulette
- John Pedeferri – dr. Princard
- Leonardo Treviglio – Jerome De Chagny
- Massimo Sarchielli – Joseph Buquet

## Zdjęcia
Zdjęcia do filmu realizowane były na terenie Węgier (Budapeszt) i Włoch (Cinecittà – studio).